# Багдасарян, Мелсик
Ме́лсик Багдасаря́н (арм. Մելսիկ Բաղդասարյան; род. 28 января 1992, Ереван, Армения) — армянский боец смешанных единоборств, представитель полулёгкой весовой категории. Выступает на профессиональном уровне начиная с 2013 года, действующий боец UFC в полулёгком весе.

## Карьера в кикбоксинге

### Ранняя карьера
Багдасарян начал заниматься карате в шесть лет, затем перешёл на кикбоксинг, а позже и на тайский бокс. Большую часть своей профессиональной карьеры он провел в бойцовском клубе Глендейла.
28 сентября 2013 года Мелсик встретился с Джермейном Сото на GLORY 28. Армянский боец выиграл бой единогласным решением судей.
Багдасарян принял участие в турнире WCK vs. Wulinfeng в 2013 году, его соперником был Се Чуанг. Он выиграл единогласным решением судей.
15 февраля 2014 года Багдасарян встретился с Джоном Варгасом на турнире WCK Muay Thai: Matter of Pride и выиграл бой техническим нокаутом в третьем раунде.
В 2014 году он снова выступил в составе WCK Muay Thai, встретившись с Чен Вей Чао. Мелсик выиграл бой единогласным решением судей.
Его победная серия в кикбоксинге дала ему шанс сразиться за международный титул У Линь Фэна, который в то время принадлежал Цю Цзяньляну. Багдасарян продолжил свою победную серию, победив действующего чемпиона большинством судейских решений.

## Карьера в смешанных единоборствах

### Ранняя карьера
После того, как он потерпел поражение сабмишеном во время своего дебюта в ММА в 2014 году, Мелсик ждал своего второго боя до 2019 года. Багдасарян вышел на серию из четырёх побед подряд нокаутом с общим временем в клетке всего 62 секунды. В последнем из этих четырёх боев против Арта Эрнандеса он дебютировал в лёгком весе.
Багдасарян получил шанс сразиться за контракт с UFC на турнире Претендентской серии Дэйны Уайта, встретившись с Деннисом Бузукия. Он выиграл бой единогласным решением судей, но не получил контракт.

### Ultimate Fighting Championship
В марте 2021 года Багдасарян подписал контракт с UFC.
31 июля 2021 года на UFC on ESPN: Холл vs. Стрикленд Багдасарян дебютировал в промоушене против Коллина Энглина, выиграв бой нокаутом во втором раунде. Это принесло ему награду «Выступление вечера».
06 ноября 2021 года на UFC 268 Багдасарян должен был встретиться с Ти Джеем Ларами, однако соперник был вынужден отказаться от участия из-за диагноза метициллинрезистентного золотистого стафилококка. Его заменил чемпион LFA в полулегком весе Бруно Соуза в своем дебютном в промоушене поединке. На взвешивании Соуза показал на весах 148,4 фунта, что на 2,4 больше предела для нетитульных боев в полулегком весе. Поединок прошел в промежуточном весе, Мелсик выиграл бой единогласным решением судей.
16 апреля 2022 года на UFC Fight Night: Холм vs. Виейра Багдасарян должен был вновь встретиться с Ти Джеем Ларами, но отказался от участия по неизвестным причинам.
15 октября 2022 года на UFC Fight Night: Грассо vs. Араужу ожидалось, что Багдасарян сразится с Джоандерсоном Брито, однако в конце сентября Багдасарян отказался от участия из-за перелома руки.
12 февраля 2023 года на UFC 284 Багдасарян встретился с Джошуа Кулибао и проиграл бой удушающим приемом сзади во втором раунде.

## Статистика в смешанных единоборствах
По данным Sherdog:
| Боёв 11  | Побед 8 | Поражений 3 |
| -------- | ------- | ----------- |
| Нокаутом | 5       | 1           |
| Сдачей   | 0       | 2           |
| Решением | 3       | 0           |

| Результат | Рекорд | Соперник       | Способ                             | Турнир                                                | Дата             | Раунд | Время | Место                         | Примечание                                                                          |
| --------- | ------ | -------------- | ---------------------------------- | ----------------------------------------------------- | ---------------- | ----- | ----- | ----------------------------- | ----------------------------------------------------------------------------------- |
| Поражение | 8-3    | Джин Сильва    | KO (удары)                         | UFC Fight Night: Сехудо vs. Сун                       | 22 февраля 2025  | 1     | 4:15  | Сиэтл, Вашингтон, США         |                                                                                     |
| Победа    | 8-2    | Такер Лутц     | Единогласное решение               | UFC on ESPN: Холм vs. Буэну Силва                     | 15 июля 2023     | 3     | 5:00  | Лас-Вегас, Невада, США        |                                                                                     |
| Поражение | 7-2    | Джошуа Кулибао | Сдача (удушение сзади)             | UFC 284                                               | 11 февраля 2023  | 2     | 2:02  | Перт, Австралия               |                                                                                     |
| Победа    | 7-1    | Бруно Соуза    | Единогласное решение               | UFC 268                                               | 6 ноября 2021    | 3     | 5:00  | Нью-Йорк, США                 | Бой в промежуточном весе 67,13 кг. Соуза не уложился в лимит весовой категории      |
| Победа    | 6-1    | Коллин Энглин  | Нокаут (удар в голову и добивание) | UFC on ESPN: Холл vs. Стрикленд                       | 31 июля 2021     | 2     | 1:50  | Лас-Вегас, Невада, США        | Дебют в UFC. «Выступление вечера» (1)                                               |
| Победа    | 5-1    | Деннис Бузукья | Единогласное решение               | Dana White’s Contender Series — Contender Series 2020 | 1 сентября 2020  | 3     | 5:00  | Лас-Вегас, Невада, США        | Возвращение в полулёгкий вес                                                        |
| Победа    | 4-1    | Арт Эрнандес   | Нокаут (удар)                      | Lights Out Xtreme Fighting 3                          | 21 сентября 2019 | 1     | 0:07  | Коммерс, Калифорния, США      | Дебют в лёгком весе                                                                 |
| Победа    | 3-1    | Джей Уайт      | Технический нокаут (удары)         | Gladiator Challenge — Berry vs. Baseman               | 1 июня 2019      | 1     | 0:09  | Сан-Джасинто, Калифорния, США |                                                                                     |
| Победа    | 2-1    | Маурисио Диас  | Технический нокаут (удары)         | Lights Out Xtreme Fighting 1                          | 11 мая 2019      | 1     | 0:32  | Бербанк, Калифорния, США      | Бой в промежуточном весе 66,23 кг. Багдасарян не уложился в лимит весовой категории |
| Победа    | 1-1    | Джейсон Гувион | Технический нокаут (удары)         | Gladiator Challenge — MMA World Championships         | 23 марта 2019    | 1     | 0:14  | Уитни, Калифорния, США        |                                                                                     |
| Поражение | 0-1    | Джей Боган     | Сдача (рычаг локтя)                | LOP — Chaos at the Casino 4                           | 12 апреля 2014   | 1     | 1:26  | Инглвуд, Калифорния, США      | Дебют в полулёгком весе ММА. Боган не уложился (66,68 кг) в лимит весовой категории |